# Galaktični kvadranti (Zvezdne steze)
V znanstvenofantastični nadaljevanki Zvezdne steze je naša Galaksija razdeljena na štiri kvadránte, ki so naprej razdeljeni v sektorje. Na Galaksijo gledamo pravokotno na njeno ravnino vrtenja.

## Kvadrant alfa
Kvadrant α se nahaja na mestu, kakor 6 in 9 na številčnici ure, če galaktična ravnina predstavlja lice ure, in lega šestice seka Osončje. V kvadrantu α se je dogajalo večina televizijskih nadaljevank in filmov Zvezdnih stez. V tem kvadrantu se nahajajo področja Združene federacije planetov, Kardasijske zveze, Ferengijske koalicije in Brinske konfederacije.

## Kvadrant beta
Kvadrant β je središče dogajanja v nadaljevanki Deep Space Nine (DS9). Gre za stike med odročno zapostavljenim Badžorjem in Združeno federacijo, ki v bližini Badžorja najde prvo stabilno črvino (Badžoranska črvina). Ta povezuje kvadrant beta s kvadrantom gama. Kapitan Sisko prestavi postajo Deep Space  9 na strateško pomembno mesto v bližini črvine. V tem kvadrantu prevladujejo dve ogromni in napredni cesarstvi: Klingonci in Romulanci. Klingonci razpolagajo s tehnologijo nevidnega ščita in so zelo bojevita rasa, ki nadvse časti čast. Romulanci pa so nastali takrat, ko se je kopica drugače mislečih Vulkancev odločila, da gre na svoje in da ne bo več potiskala svojih čustev v ozadje. Tudi Romulanci razpolagajo z nevidnostnem ščitom, vendar pa je njihovo ravnanje moralno vprašljivo in delujejo po logiki najprej streljaj in potem sprašuj. Njihov matični planetarni sistem je sestavljen iz dveh planetov: Romula in Rema.

## Kvadrant gama
Kvadrant γ je galaktični odsek, kjer prevladuje Dominion (po angleško prevlada, dominacija). Gre za skupnost treh ras: Menjače, ki lahko spreminjajo obliko in imajo vlogo bogov, Džem Hadarje, ki so bojevita rasa z izredno pospešenim telesnim razvojem in ki jedo samo bel prašek, podoben drogi. Tretja rasa ima nadzor nad Džem Hadarji in so takorekoč oči in ušesa Menjačev. Drugače pa je velik del tega kvadranta neraziskan.

## Kvadrant delta
Kvadrant δ je najbolj oddaljeno področje naše Galaksije in kamor prispe zvezdna ladja Voyager, potem ko jih Skrbnik transportira iz kvadranta alfa. Skrbnik je predstavnik zelo napredne rase, ki je v bistvu raziskovalne narave. V našo Galaksijo so prišli v kvadrantu delta, kjer so naleteli na zanimivo, kratkoživo raso. Ker niso predvideli učinka njihovega prenosa, so opustošili celoten planet, prvotne prebivalce pa so udobno namestili pod zemljo. Eden izmed Skrbnikov pa je ostal, da bi nadziral zelo ranljivo in občutljivo raso. Skrbnik je svojo radovednost potešil tako, da je k sebi prenesel ladje iz drugih predelov Galaksije. Voyager, ki je iskal pobeglo ladjo, ki je nedavno izginila brez sledu, se je tudi sam znašel v kvadrantu gama. Tu je naletel na Kazone in še druge napredne civilizacije: Borge, Vidijane, Talaksijce, Okampe in Hirodžene. Rasa Vrsta 8472 je bila prva, ki so jo videli v tem kvadrantu.
Razdelitev kvadrantov je po naslednji tabeli:
| γ | δ |
| α | β |

Razdelitev kvadrantov tako ne poteka niti v smeri urinega kazalca, niti v obratni smeri.